# Napięcie dolne
Napięcie dolne – niższe z napięć występujących w transformatorze.
Napięcie dolne może być zarówno napięciem pierwotnym (w transformatorach podwyższających napięcie) i napięciem wtórnym (w transformatorach obniżających napięcie).
Termin napięcie dolne używany jest zazwyczaj w opisie transformatorów energetycznych.